# Marta García Peñate
Marta García Peñate (La Habana, 7 de febrero de 1949 - Madrid, 29 de enero de 2017), conocida por su nombre artístico Marta García, fue primera bailarina del Ballet Nacional de Cuba. 
Nació en Guanabacoa, un humilde vecindario de La Habana. 
Su entrada al mundo del espectáculo se inició en la infancia, cuando debutó en la televisión cubana en 1954, a los 5 años de edad, y en el Teatro Infante de Holguín, tras lo cual fue proclamada por la prensa como la mejor artista infantil de su tiempo en la isla.
A los siete años hizo su debut en el escenario en la Academia de Ballet Alicia Alonso. Tras haber iniciado sus estudios de danza española durante su niñez, decidió estudiar ballet clásico en la Escuela Provincial de Ballet de La Habana entre 1962 y 1965. 
Ese año debutó en las filas del Ballet Nacional de Cuba en el cuerpo de baile de Coppélia.
En 1968 ganó el premio juvenil en el Concurso Internacional de Ballet de Varna (Bulgaria). En 1979, en el mismo certamen, obtuvo la medalla de plata.
En 1971 estrenó el que luego fuera uno de sus hitos: el ballet Mascarada (con música de Aram Jachaturian), con coreografía de Anna Leontieva. 
Como primera figura del ballet cubano, recorrió el mundo presentando casi todos los papeles protagónicos del gran repertorio clásico, desde La fille mal gardée y Giselle hasta El lago de los cisnes y Don Quijote. En 1975, estrenó el ballet La casa de Bernarda Alba, en la versión de Iván Tenorio, y en 1978, Bodas de sangre, de Antonio Gades, encarnando el papel de La Novia en el debut habanero, considerado uno de sus mejores roles en escena.
De 2001 a 2004, fue directora del Ballet del Teatro Colón, de Buenos Aires, junto con su pareja en la vida y el arte, el primer bailarín Orlando Salgado.
En 2005 se establece en Madrid (España), donde desplegó una gran labor pedagógica y coreográfica. Allí trabajó en el Instituto Universitario Alicia Alonso (adscrito a la Universidad Rey Juan Carlos). También enseñó y coreografió en el Centro Scaena, dirigido por Carmen Roche, e impartió cursos en el Conservatorio Superior de Danza de Madrid María de Ávila.
En 2014, publicó sus memorias, titulada Danzar mi vida (Ediciones Cumbres, Madrid).
Su carrera como bailarina clásica se extendió desde 1965 hasta 2001, aunque siguió enseñando y realizando coreografías hasta su muerte.
Falleció de cáncer del pulmón en un hospital de Madrid, el 29 de enero de 2017.

## Legado
El crítico Roberto Méndez definió su legado en un artículo donde decía que "Marta no solo ha pasado a la historia del ballet cubano, sino a su leyenda no escrita, por unas dotes físicas excepcionales que tuvo la sabiduría de domeñar y encauzar para hacerse una gran artista y no un fenómeno circense."
En 1978, durante una gira por Estados Unidos, la crítica de The New York Times Anna Kisselgoff alabó no solo su técnica, sino su fluida interpretación.
De su brillante técnica interpretativa, el crítico inglés Arnold Haskell dijo que fue "una mezzosoprano de la danza, una actriz del ballet expresiva de pies a cabeza».